# Sybra basialbofasciata
Sybra basialbofasciata là một loài bọ cánh cứng trong họ Cerambycidae.